# Lachapelle-sous-Aubenas

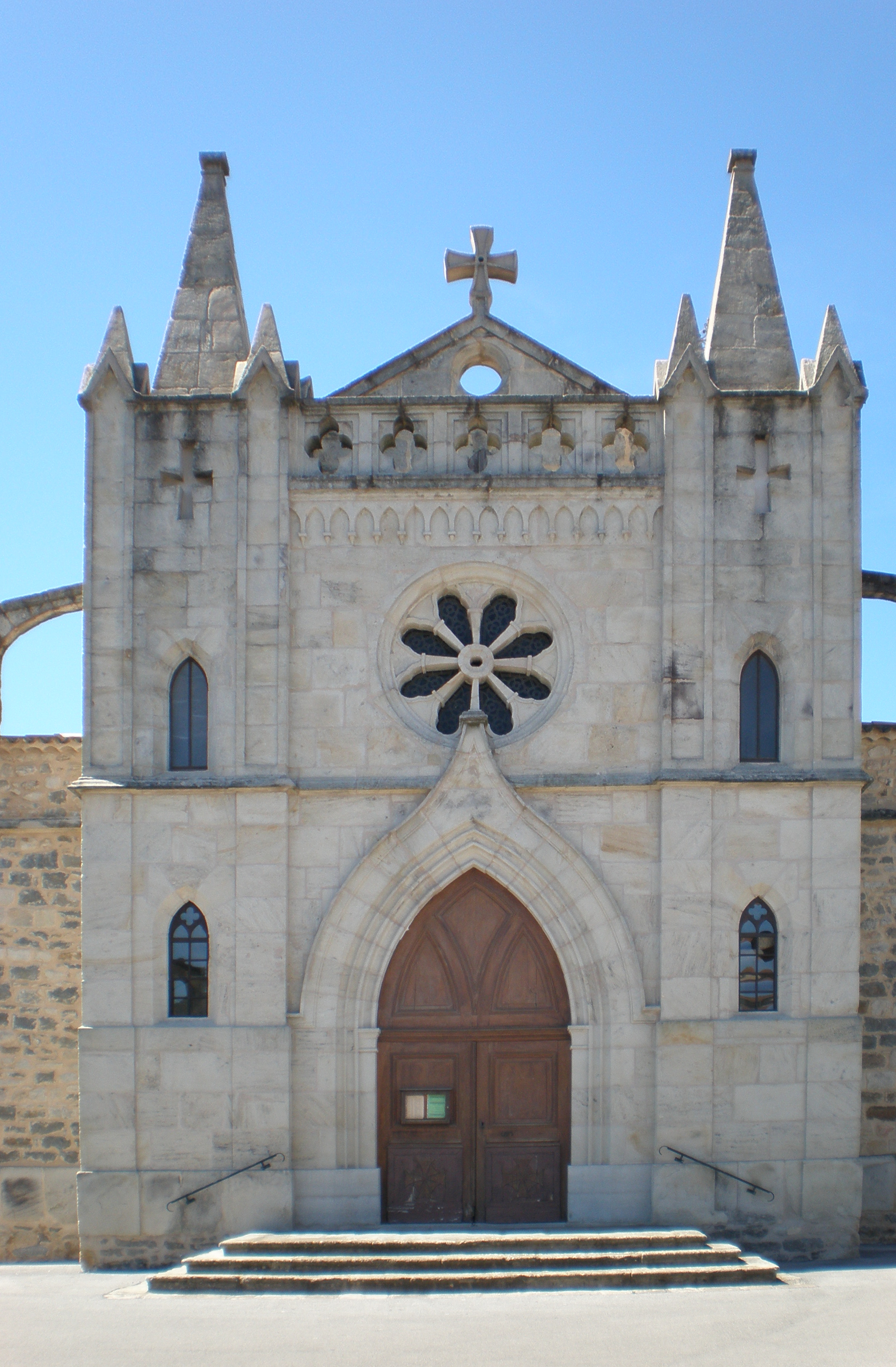
Kościół neogotycki (2008)

Lachapelle-sous-Aubenas – miejscowość i gmina we Francji, w regionie Owernia-Rodan-Alpy, w departamencie Ardèche.
Według danych na rok 1990 gminę zamieszkiwało 1107 osób, a gęstość zaludnienia wynosiła 109 osób/km² (wśród 2880 gmin regionu Rodan-Alpy Lachapelle-sous-Aubenas plasuje się na 724. miejscu pod względem liczby ludności, natomiast pod względem powierzchni na miejscu 1109.).